# Michael Welch
Michael Alan Welch (Los Angeles, 1987. július 25. –) amerikai színész.

## Filmográfia

### Film
| Év   | Magyar cím                                            | Eredeti cím                                                 | Szerep                | Magyar hang       |
| ---- | ----------------------------------------------------- | ----------------------------------------------------------- | --------------------- | ----------------- |
| 1998 | Star Trek: Űrlázadás                                  | Star Trek: Insurrection                                     | Artim                 | Czető Roland      |
| 2001 | Angyali meló                                          | Delivering Milo                                             | Mr. Owen              |                   |
| 2001 | Mickey varázslatos karácsonya: Hórabság az Egértanyán | Mickey's Magical Christmas: Snowed in at the House of Mouse | Pinocchio (hangja)    |                   |
| 2002 | Az angyal baba                                        | The Angel Doll                                              | kis Jerry Barlow      |                   |
| 2003 | A fiatalkorú                                          | The United States of Leland                                 | Ryan Pollard          |                   |
| 2006 | Majd meghalnak Mandy Lane-ért                         | All the Boys Love Mandy Lane                                | Emmet                 | Stern Dániel      |
| 2007 | An American Crime: Bűnök                              | An American Crime                                           | Teddy Lewis           |                   |
| 2008 | Alkonyat                                              | Twilight                                                    | Mike Newton           | Molnár Levente    |
| 2008 |                                                       | Archie's Final Project                                      | Earl                  |                   |
| 2008 |                                                       | The Coverup                                                 | Kevin Thacker         |                   |
| 2008 | Holtak napja                                          | Day of the Dead                                             | Trevor Cross          | Markovics Tamás   |
| 2009 | Alkonyat – Újhold                                     | The Twilight Saga: New Moon                                 | Mike Newton           | Molnár Levente    |
| 2010 |                                                       | Unrequited                                                  | Ben Jacobs            |                   |
| 2010 | Alkonyat – Napfogyatkozás                             | The Twilight Saga: Eclipse                                  | Mike Newton           | Molnár Levente    |
| 2011 |                                                       | Born Bad                                                    | Denny                 |                   |
| 2011 | Alkonyat: Hajnalhasadás – 1. rész                     | The Twilight Saga: Breaking Dawn – Part 1                   | Mike Newton           | Molnár Levente    |
| 2012 | Frankenweenie – Ebcsont beforr                        | Frankenweenie                                               | Mr. Whiskers (hangja) |                   |
| 2013 | A lélek zenéje                                        | Grace Unplugged                                             | Quentin               |                   |
| 2013 |                                                       | Hansel & Gretel Get Baked                                   | Hansel Jaeger         |                   |
| 2014 | Első látásra                                          | Boy Meets Girl                                              | Robby                 |                   |
| 2014 | Abu Ghraib fiai                                       | Boys of Abu Ghraib                                          | Pits                  |                   |
| 2017 | A bosszú angyala                                      | M.F.A.                                                      | Mason                 |                   |
| 2019 |                                                       | The Final Wish                                              | Aaron                 |                   |
| 2020 |                                                       | A Soldier's Revenge                                         | Danziger              |                   |
| 2021 |                                                       | Last Shoot Out                                              | Jody                  |                   |
| 2022 | Éles helyzet                                          | Hot Seat                                                    | Enzo                  | Kádár-Szabó Bence |

### Televízió
| Év        | Magyar cím                               | Eredeti cím                        | Szerep                        | Megjegyzések                                           |
| --------- | ---------------------------------------- | ---------------------------------- | ----------------------------- | ------------------------------------------------------ |
| 1998      | Frasier – A dumagép                      | Frasier                            | fiatal Niles                  | 1 epizód                                               |
| 1998      |                                          | Veronica's Closet                  | Aaron                         | 1 epizód                                               |
| 1998      | Chicago Hope Kórház                      | Chicago Hope                       | Lama Topa Rinpoche            | 1 epizód                                               |
| 1998–1999 | Két pasi meg egy csajszi                 | Two Guys, a Girl and a Pizza Place | Michael Rush                  | 3 epizód                                               |
| 1999      | Hetedik mennyország                      | 7th Heaven                         | Donovan Birbeck               | 1 epizód                                               |
| 1999      | Walker, a texasi kopó                    | Walker, Texas Ranger               | Adam Crossland                | 1 epizód                                               |
| 1999      |                                          | The Norm Show                      | Jimmy                         | 1 epizód                                               |
| 1999      |                                          | Jesse                              | Gabe                          | 3 epizód                                               |
| 2000      | Nőrület                                  | Ladies Man                         | Kyle                          | 1 epizód                                               |
| 2000      | Nyerő Hármas                             | Shasta McNasty                     | Jeff                          | 1 epizód                                               |
| 2000      | A Kaméleon                               | The Pretender                      | Eric Gantry                   | 1 epizód                                               |
| 2000      |                                          | American Adventure                 | Kevin                         | rövidfilm                                              |
| 2000      |                                          | Personally Yours                   | Sam Stanton                   | tévéfilm                                               |
| 2000      |                                          | The Drew Carey Show                | cserkész                      | 1 epizód                                               |
| 2001      | Már megint Malcolm                       | Malcolm in the Middle              | Josh                          | 1 epizód                                               |
| 2001      | X-akták                                  | The X Files                        | Trevor                        | 1 epizód (Kárhozat)                                    |
| 2001      | Lucy, az aranyásó                        | The Ballad of Lucy Whipple         | Butte Whipple                 | tévéfilm                                               |
| 2001      | A láthatatlan ember                      | The Invisible Man                  | Adam Reese                    | 1 epizód                                               |
| 2001      | Angyali érintés                          | Touched by an Angel                | Robbie McGregor               | 1 epizód                                               |
| 2001      | A körzet                                 | The District                       | Christian Gilroy              | 1 epizód                                               |
| 2001      | Amynek ítélve                            | Judging Amy                        | Mike Amble                    | 1 epizód                                               |
| 2001–2002 | Mickey egér klubja                       | House of Mouse                     | Pinokkió                      | - 4 epizód - magyar hangja:[forrás?] - Baradlay Viktor |
| 2002      | Rocket Power                             | Rocket Power                       | Theodore / Maori (hangja)     | 1 epizód                                               |
| 2002      |                                          | Birds of Prey                      | Guy 14 évesen                 | 1 epizód                                               |
| 2002–2003 | Hé, Arnold!                              | Hey Arnold!                        | Curly Gammelthorpe (hangja)   | 2 epizód                                               |
| 2002–2009 | CSI: A helyszínelők                      | CSI: Crime Scene Investigation     | Todd Branson / Steuben Lorenz | 2 epizód                                               |
| 2003      | Csillagkapu                              | Stargate SG-1                      | fiatal Jack O'Neill           | 1 epizód                                               |
| 2003–2004 |                                          | Fillmore!                          | több szereplő hangja          | 4 epizód                                               |
| 2003–2005 | Isteni sugallat                          | Joan of Arcadia                    | Luke Girardi                  | - 45 epizód - magyar hangja:[forrás?] - Czető Roland   |
| 2005      | Nyomtalanul                              | Without a Trace                    | Lance                         | 1 epizód                                               |
| 2005      | Mrs. Klinika                             | Strong Medicine                    | Win                           | 1 epizód                                               |
| 2005      | Döglött akták                            | Cold Case                          | Daniel Potter (1972)          | 1 epizód                                               |
| 2006      | NCIS                                     | NCIS                               | Kody Meyers                   | 1 epizód                                               |
| 2006      | Bostoni halottkémek                      | Crossing Jordan                    | Josh Winter                   | 1 epizód                                               |
| 2007      | Esküdt ellenségek: Különleges ügyosztály | Law & Order: Special Victims Unit  | Scott Heston                  | 1 epizód                                               |
| 2007      | Gyilkos számok                           | Numb3rs                            | Kyle Clippard                 | 1 epizód                                               |
| 2007      | CSI: Miami helyszínelők                  | CSI: Miami                         | Shane Partney                 | 1 epizód                                               |
| 2008      | Gazdagék                                 | The Riches                         | Ike                           | 4 epizód                                               |
| 2010      | Gyilkos elmék                            | Criminal Minds                     | Syd Pearson                   | 1 epizód                                               |
| 2011      | Dr. Csont                                | Bones                              | Norman Hayes                  | 1 epizód                                               |
| 2013      | Grimm                                    | Grimm                              | Jake Barnes                   | 1 epizód                                               |
| 2014–2015 | Z, mint zombi                            | Z Nation                           | Mack Thompson                 | főszereplő                                             |
| 2015      | Botrány                                  | Scandal                            | Newton rendőrtiszt            | 1 epizód                                               |
| 2015      | NCIS: New Orleans                        | NCIS: New Orleans                  | Kevin Heller                  | 1 epizód                                               |
| 2016      | Lucifer az Újvilágban                    | Lucifer                            | Kyle Erikson                  | 1 epizód                                               |
| 2016      | A nagy fogás                             | The Catch                          | Teddy Seavers                 | 1 epizód                                               |
| 2016      | Kúria                                    | Another Period                     | Franklin D. Roosevelt         | 1 epizód                                               |
| 2018      | Tavaszi hazatérés                        | Home by Spring                     | Howard                        | - tévéfilm - magyar hangja: - Ágoston Péter            |
| 2019      | 19-es körzet                             | Station 19                         | Harold                        | 1 epizód                                               |

### Videójáték
| Év   | Cím                                                         | Szerep             |      |
| ---- | ----------------------------------------------------------- | ------------------ | ---- |
| 2001 | Mickey's Magical Christmas: Snowed in at the House of Mouse | Pinokkió (hangja)  | hang |
| 1999 | Disney's Villains' Revenge                                  | Pán Péter (hangja) |      |

## Díjak és jelölések
- Elnyert — Young Artist Award, legjobb fiatal mellékszereplő (film) (Star Trek: Űrlázadás, 1998)
- Elnyert — Young Artist Award, legjobb fiatal mellékszereplő (vígjátéki vagy drámai tévésorozat) (Isteni sugallat, 2005)
- Elnyert — First Glance Film Festival, legjobb színész (Unrequited, 2011)